# Titularbistum Berrhoea
Berrhoea (ital.: Berrea) ist ein Titularbistum der römisch-katholischen Kirche. 
Es geht zurück auf das ehemalige Bistum der antiken Stadt Beroia (jetzt Veria) in der römischen Provinz Macedonia im heutigen nördlichen Griechenland und gehörte der Kirchenprovinz Thessaloniki an.
| Titularbischöfe von Berrhoea |                                       |                                                                      |                  |                    |
| Nr.                          | Name                                  | Amt                                                                  | von              | bis                |
| 1                            | Alfredo Ottaviani                     | Pro-Sekretär des Heiligen Offiziums                                  | 5. April 1962    | 19. April 1962     |
| 2                            | Pierre-Auguste-Marie-Joseph Douillard | emeritierter Bischof von Soissons, Laon e Saint-Quentin (Frankreich) | 22. Mai 1963     | 20. August 1963    |
| 3                            | Friedrich Kaiser Depel MSC            | Prälat von Caravelí (Peru)                                           | 29. Oktober 1963 | 26. September 1993 |